# Ilha de Antelope
A Ilha de Antelope, com uma área de 42 milhas quadradas (109 quilômetros quadrados), é a das maiores de 10 ilhas situadas dentro do Great Salt Lake, Utah, Estados Unidos. A ilha fica na localizada no sudeste do lago, perto de Salt Lake City e do Condado de Davis, e se torna uma península quando o lago está em níveis extremamente baixos.
Os primeiros não-nativos conhecidos a visitar a ilha foram John Charles Frémont e Kit Carson durante a exploração do Grande Lago Salgado em 1845.

## Geografia
A geologia da Ilha Antelope consiste principalmente de planícies aluviais com pastagens de pradaria no norte, leste e sul da ilha, juntamente com uma área central montanhosa de rochas metamórficas e ígneas mais antigas e rochas sedimentares, cobertas por uma camada fina dos depósitos do lago quaternário, colúvio e aluvião. são algumas das rochas mais antigas dos Estados Unidos.

### Great Salt Lake
Antelope Island é cercado pelo Great Salt Lake. O lago é extremamente salgado, com níveis de sal que atingem até 25% do lago, em volume, de modo que Great Salt Lake não suporta peixes, mas suporta um grande número de camarões de salmoura que fornecem alimento para aves aquáticas. Devido à alta salinidade, a ilha é principalmente sem água doce prontamente disponível.

## Galeria

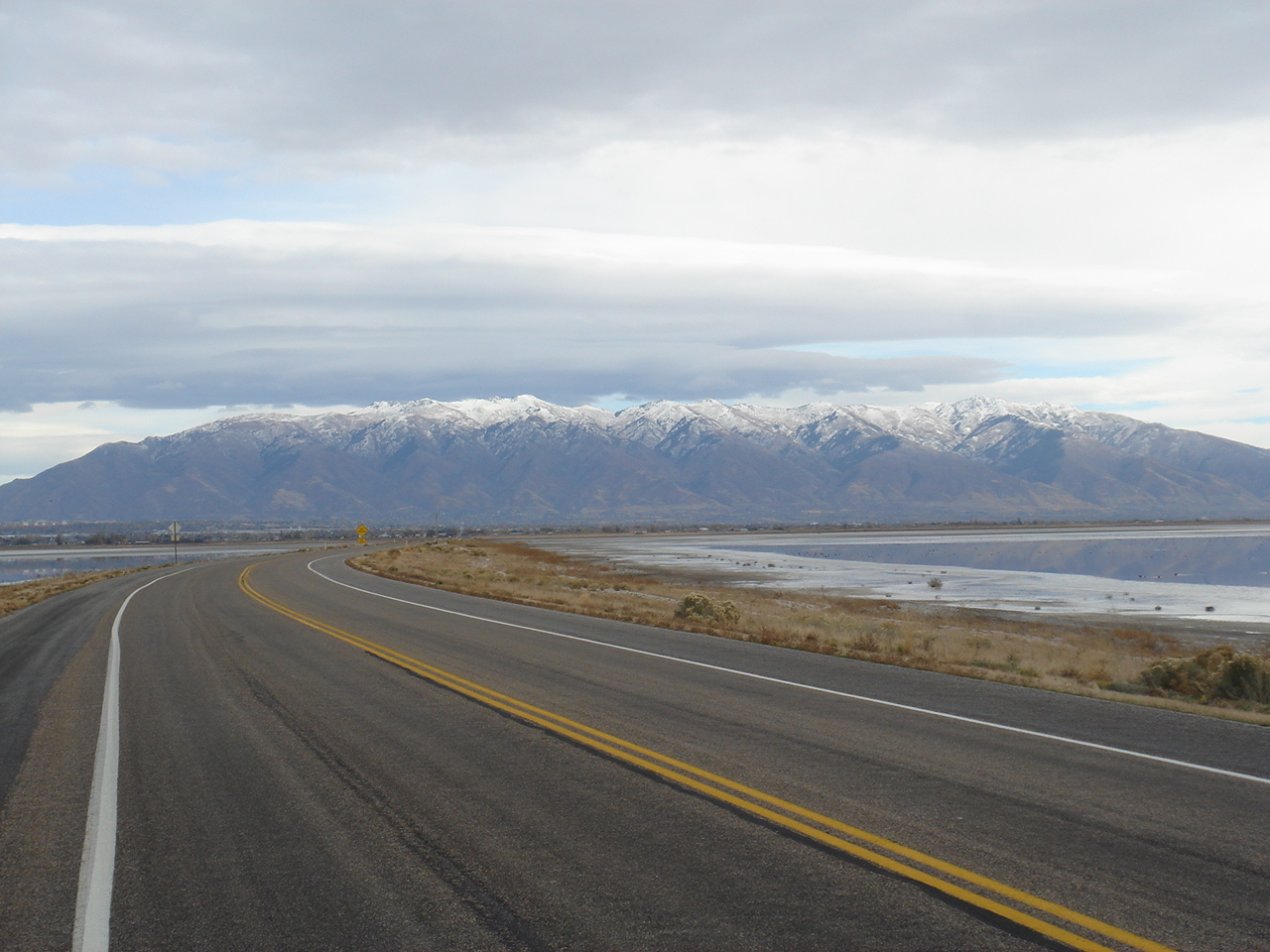
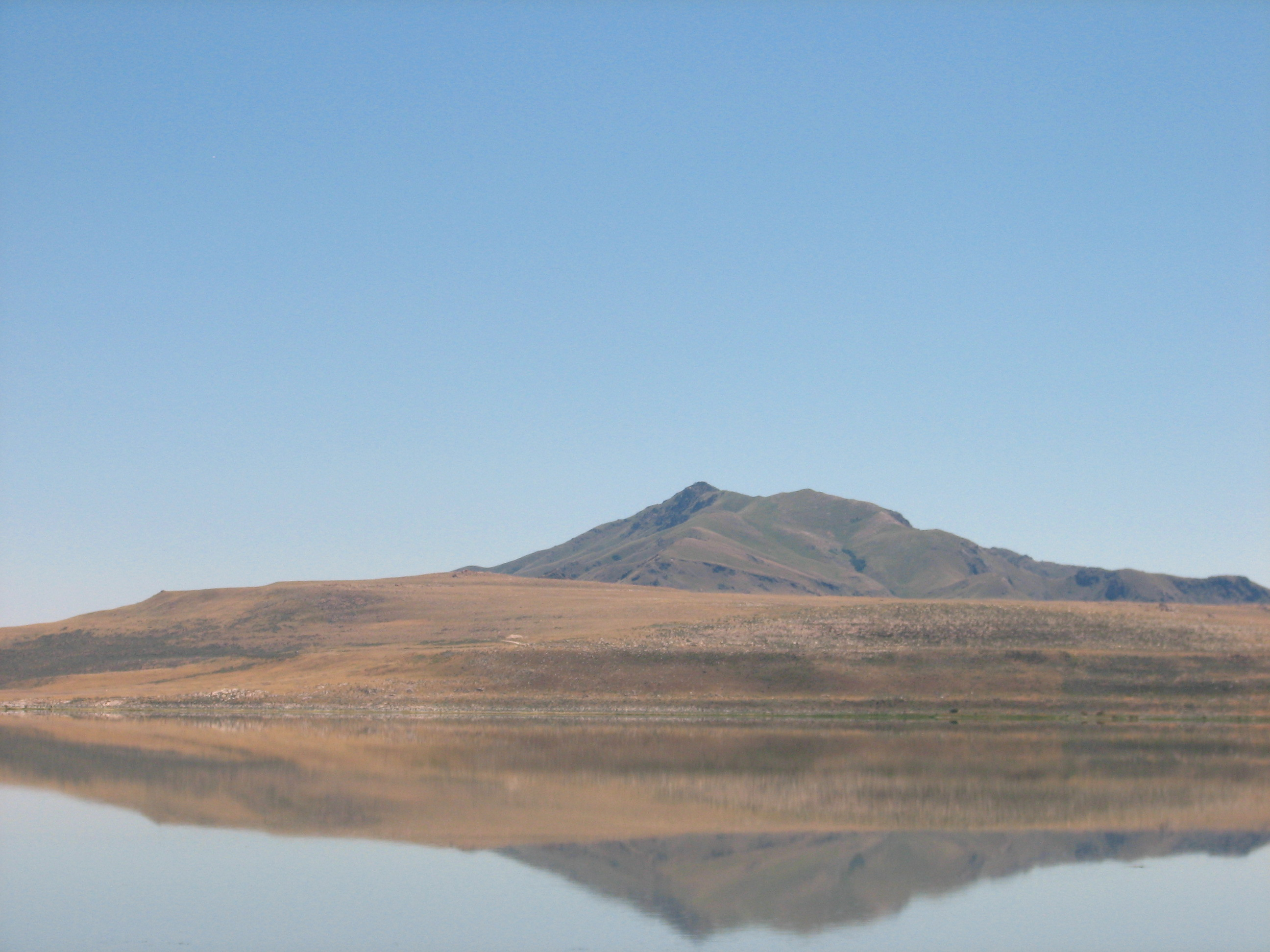
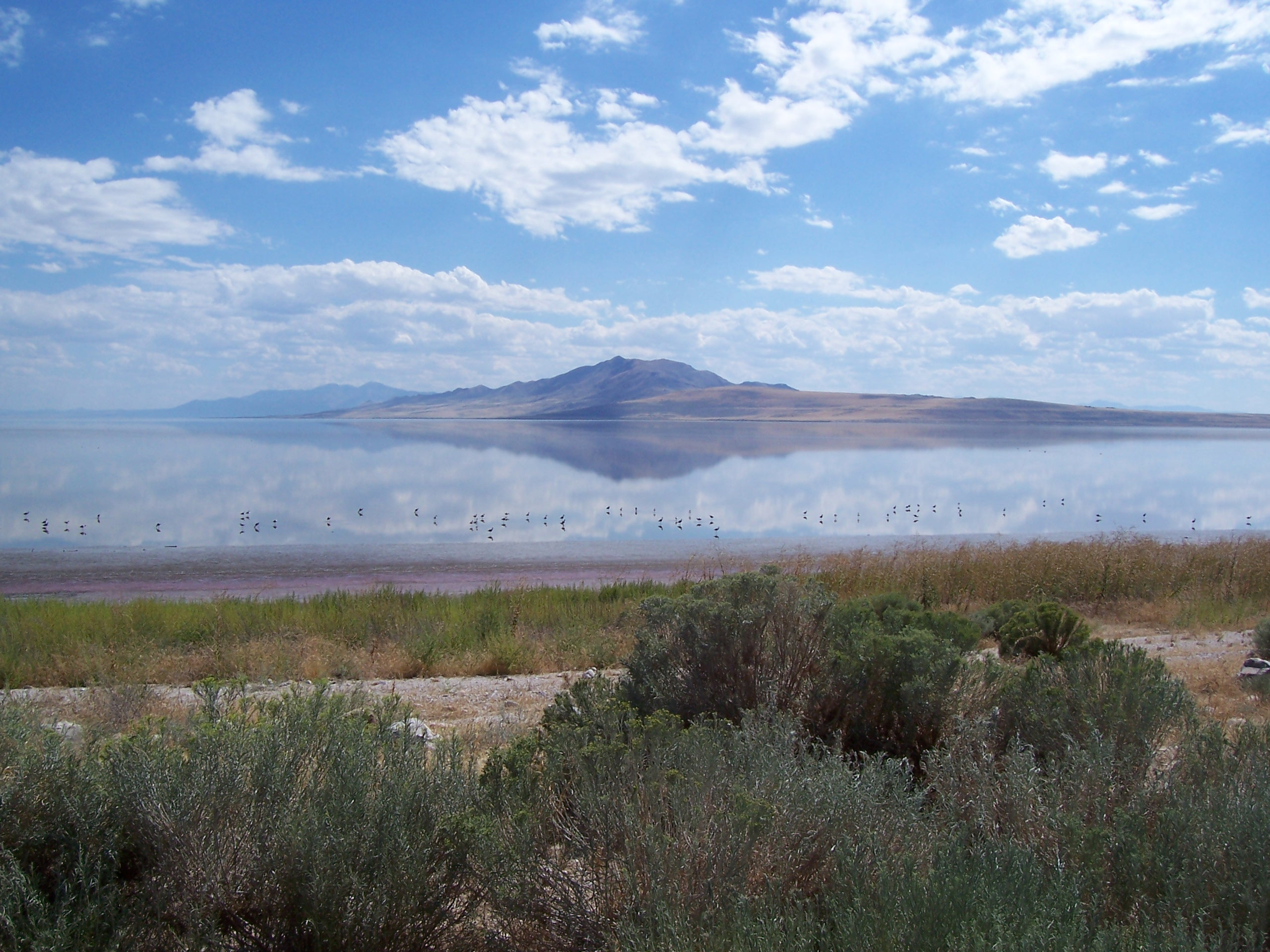
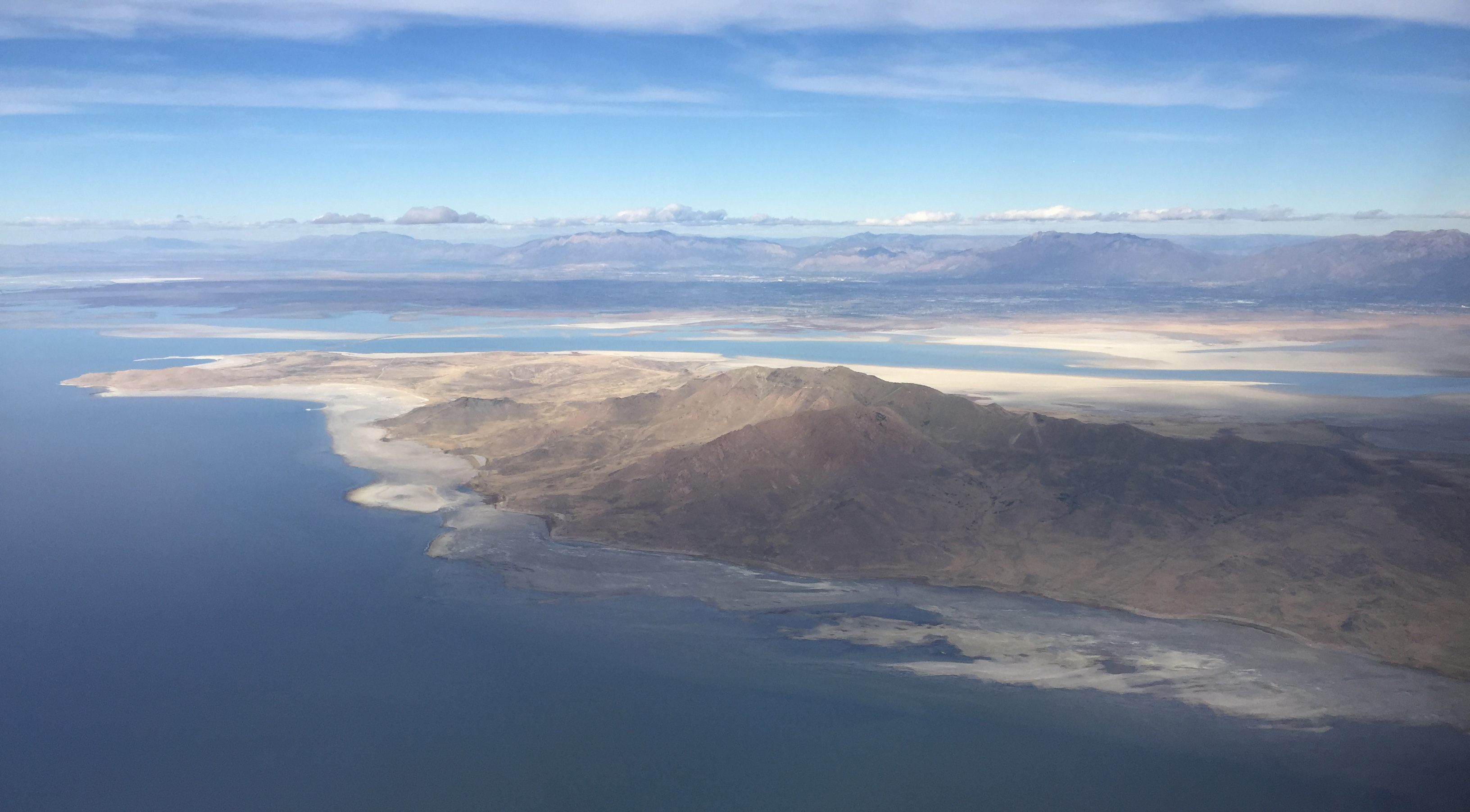
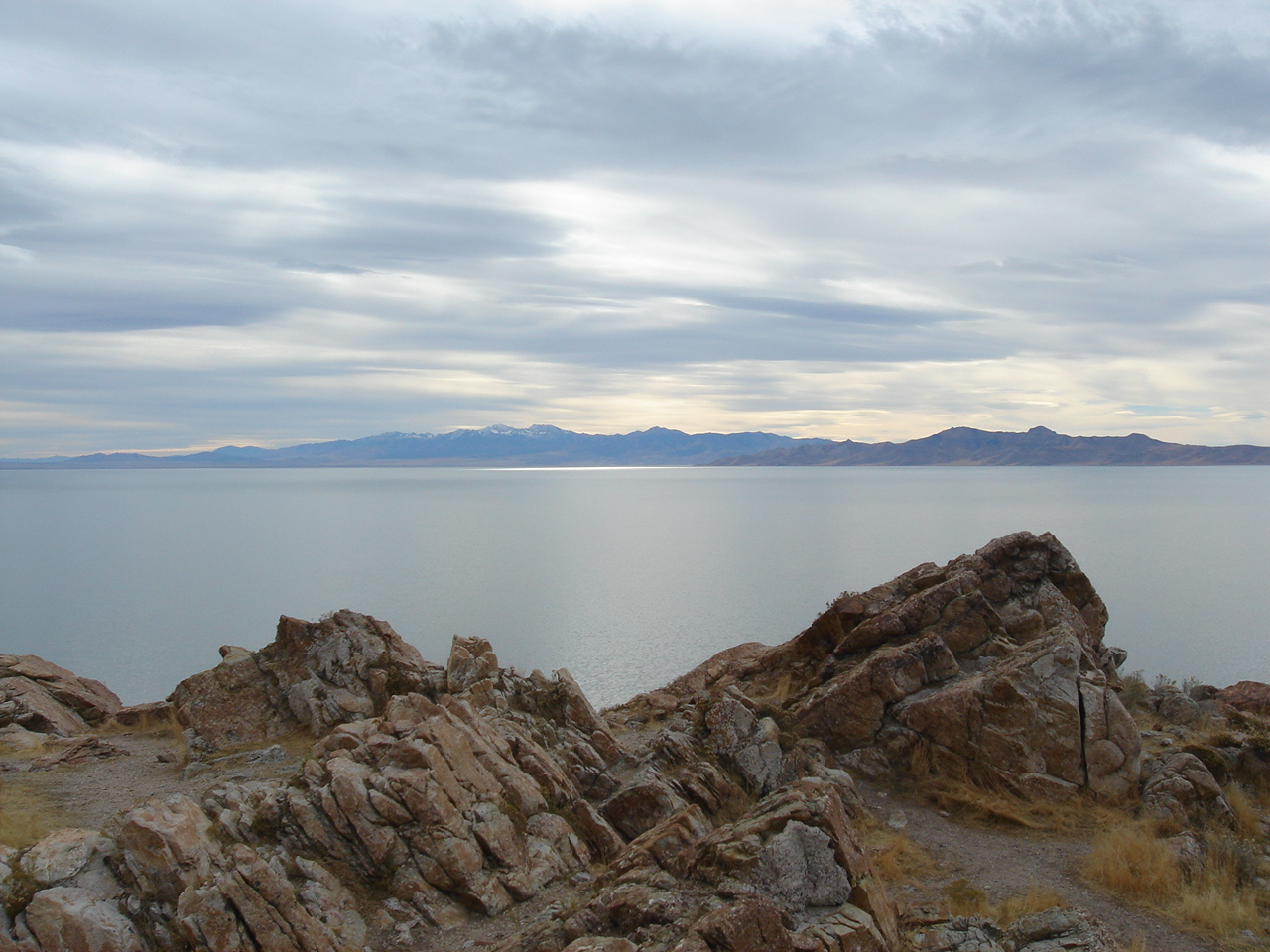
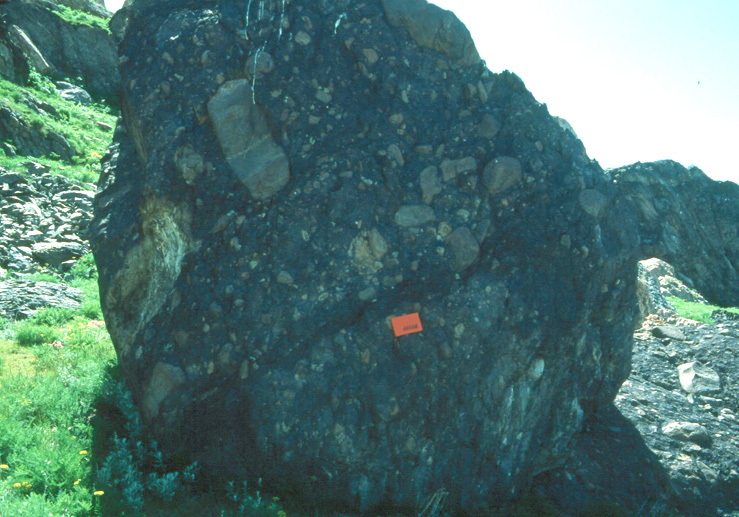
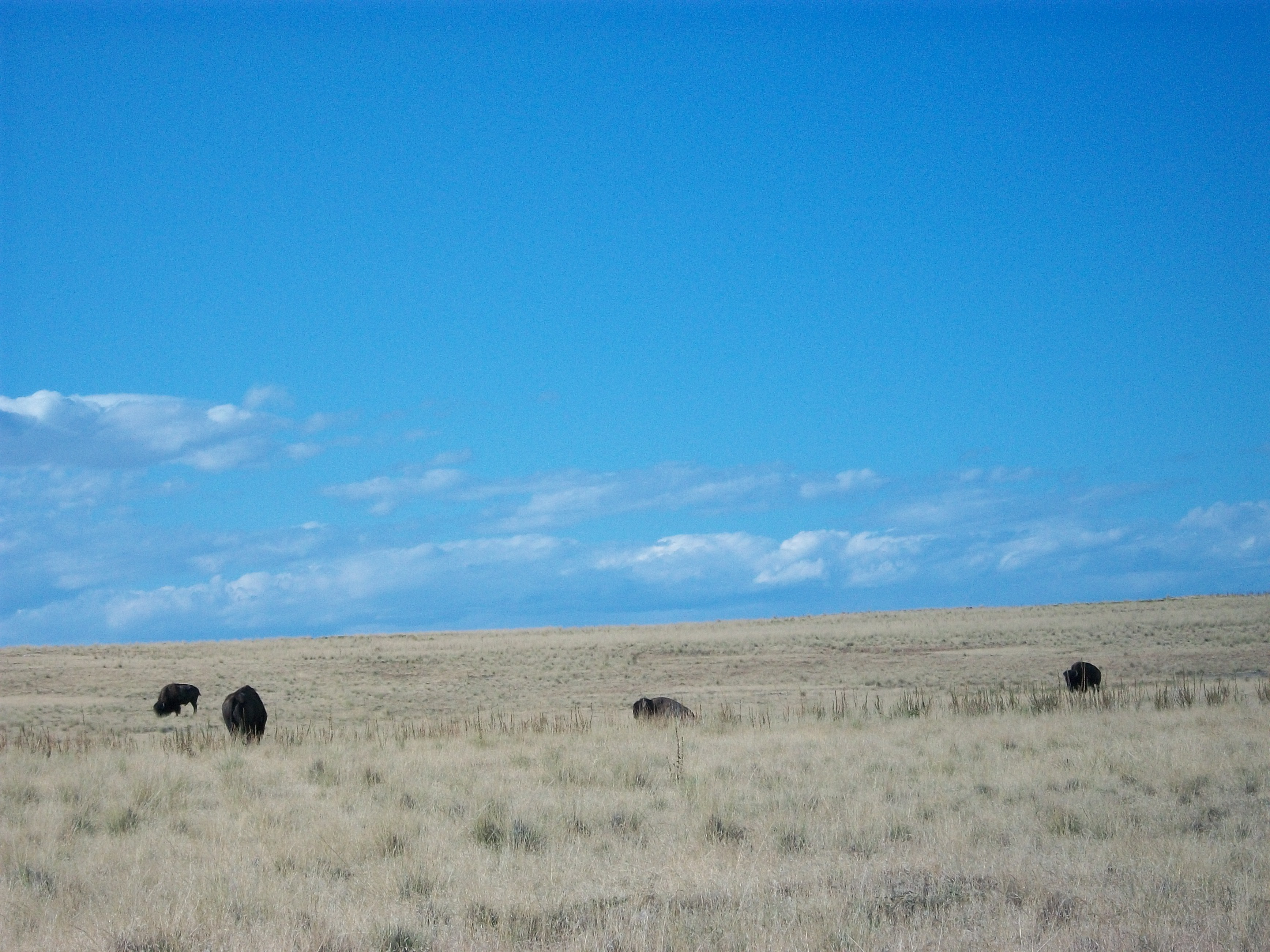
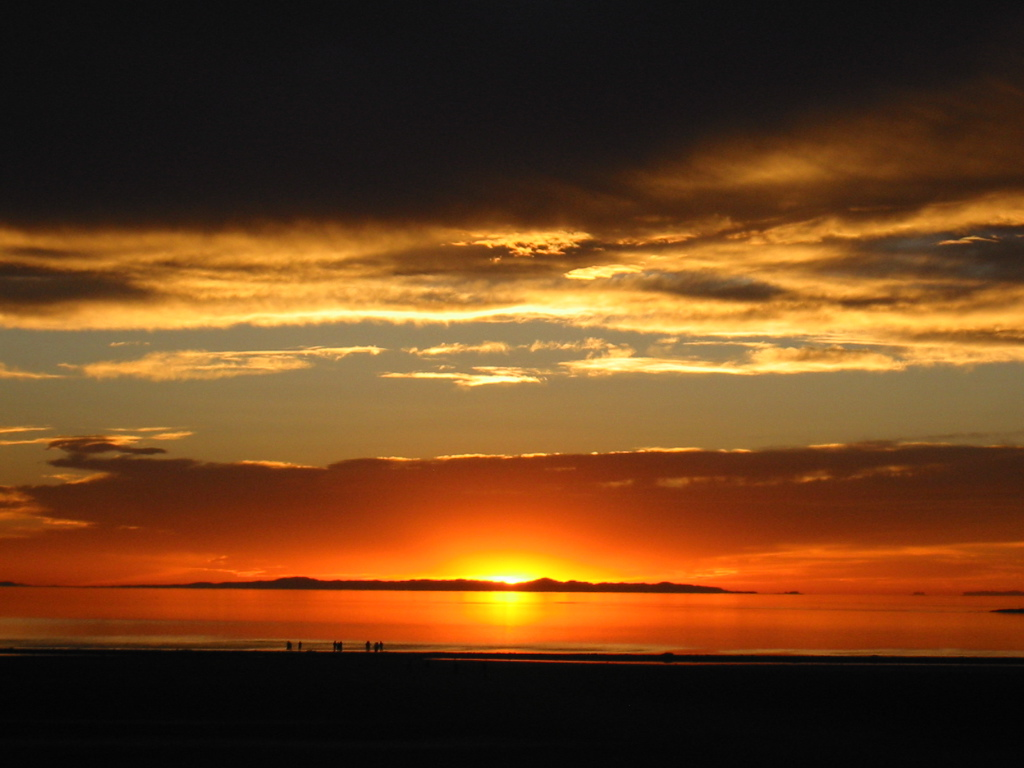
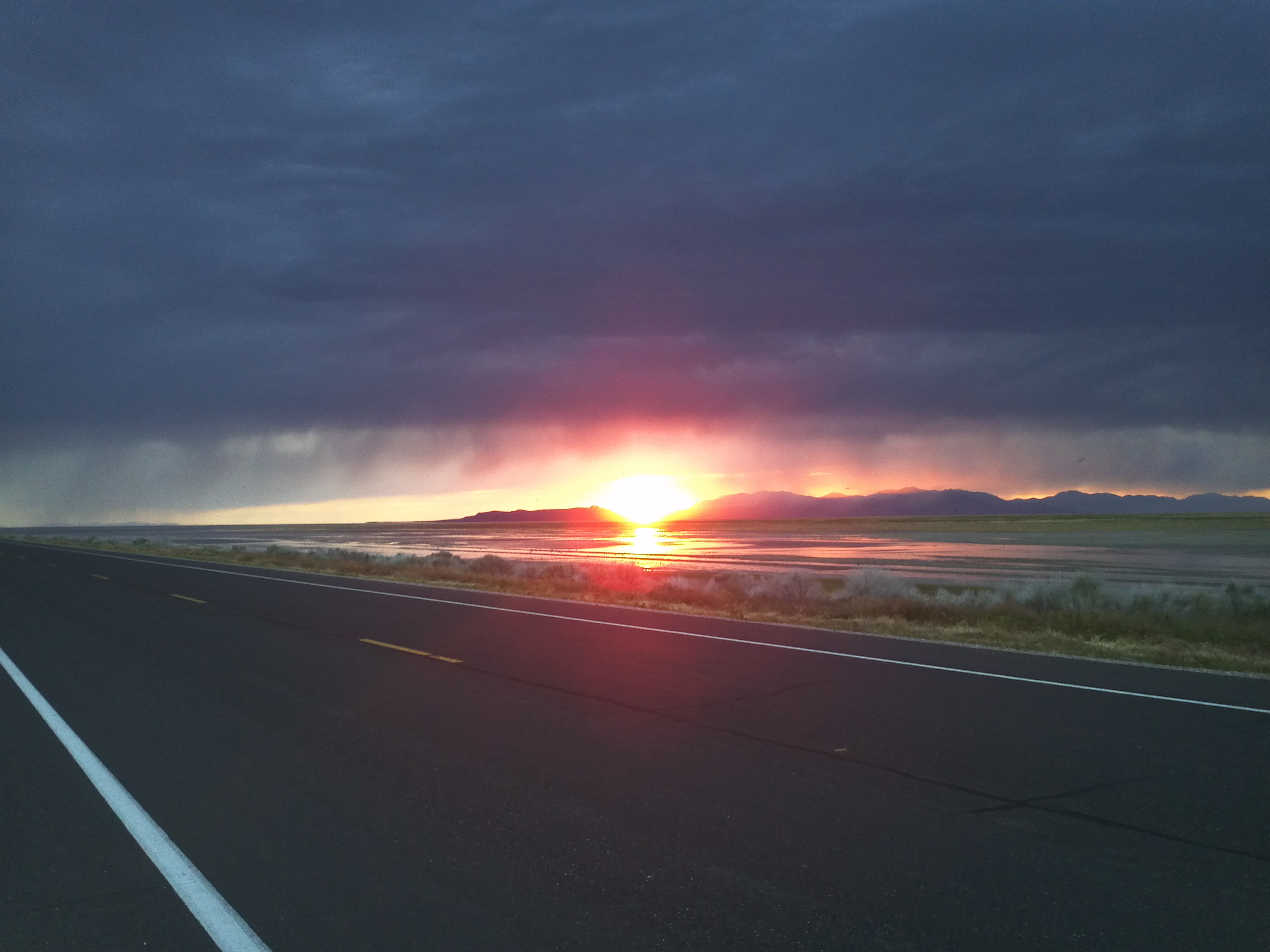

#### Animais selvagens
Todas as espécies de animais selvagens que existem na Ilha do Antelope.

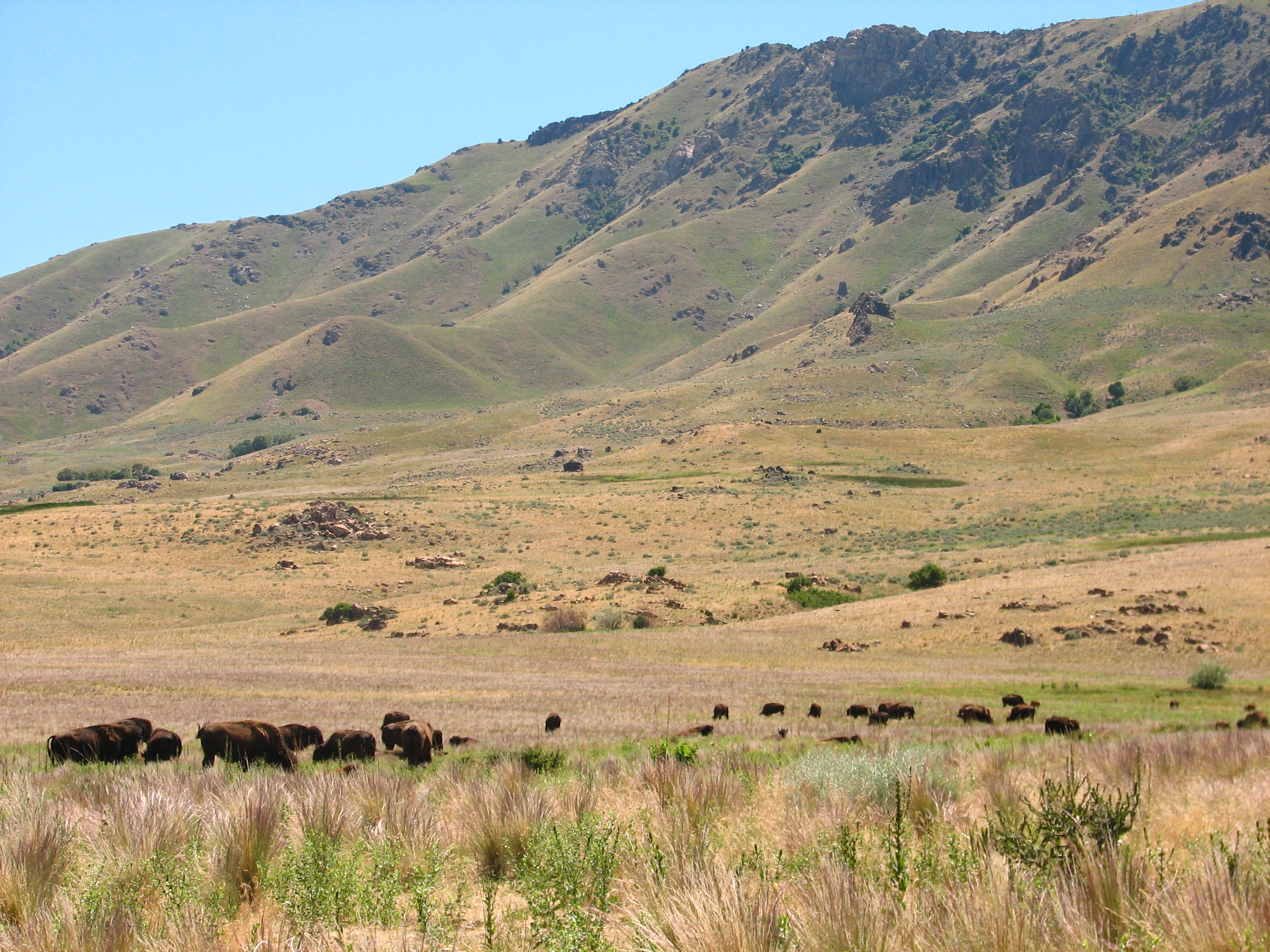
A herd of bison on Antelope Island
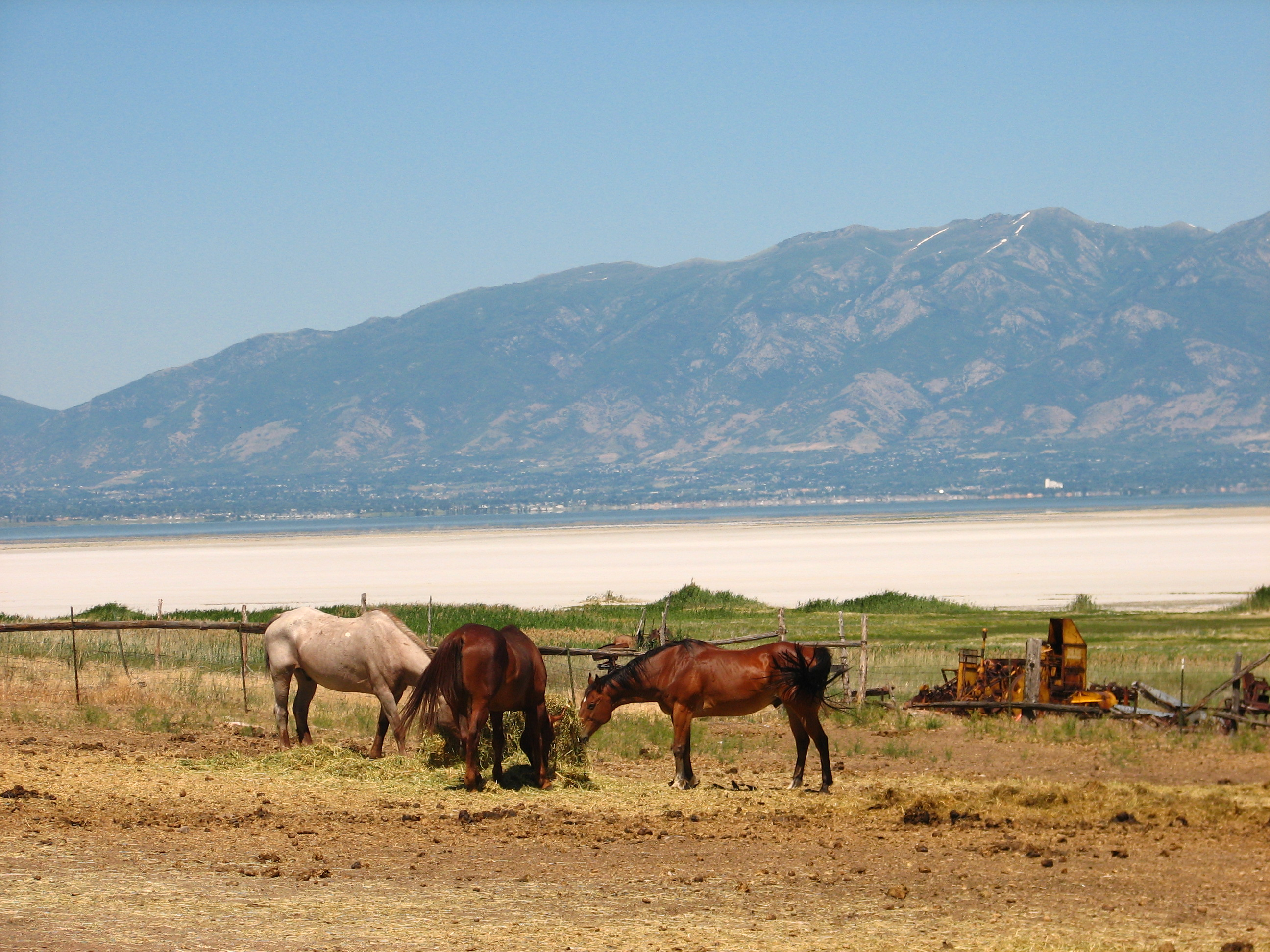
Fielding Garr Ranch on Antelope Island
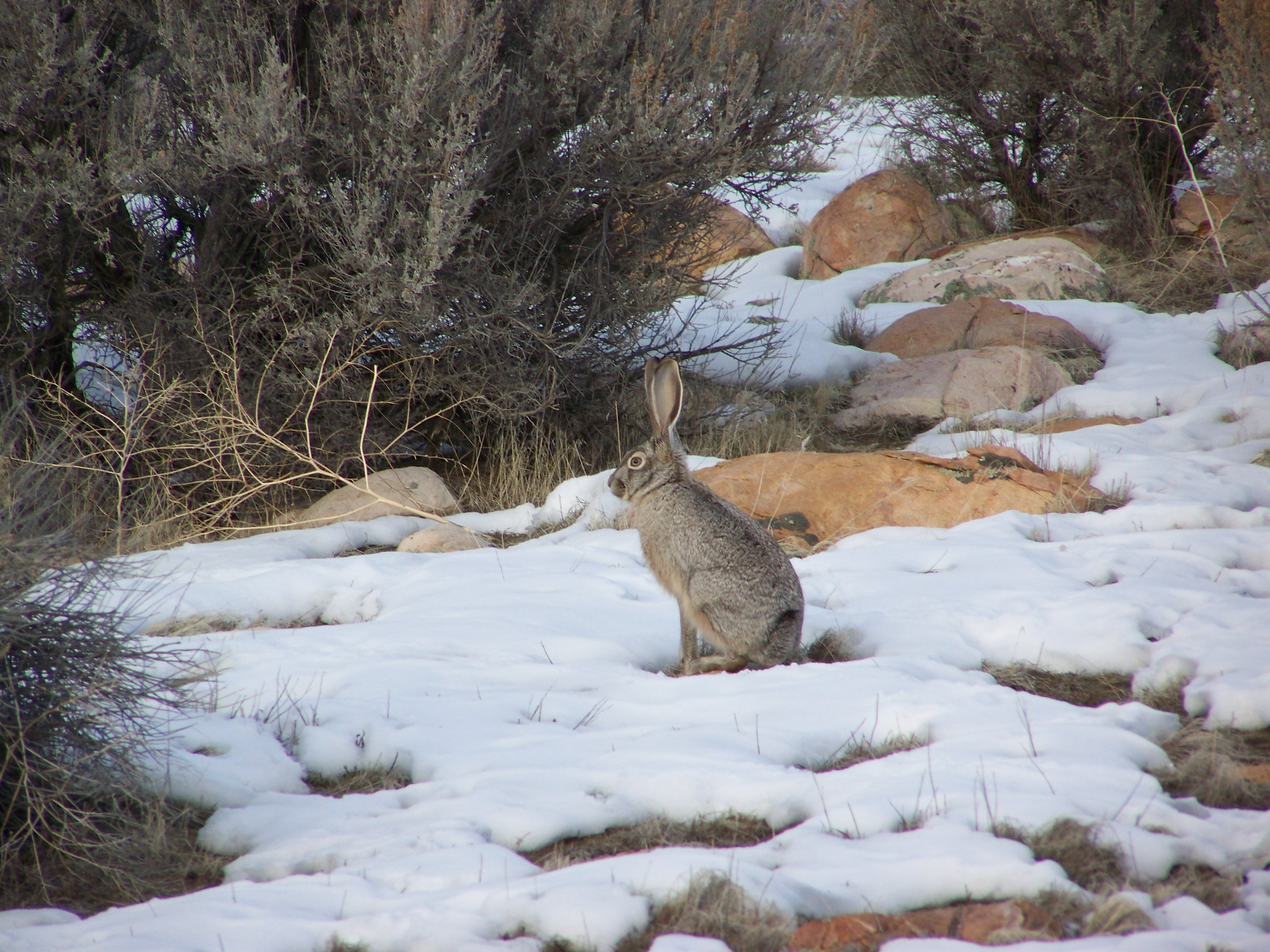
Jack rabbit in Antelope Island State Park
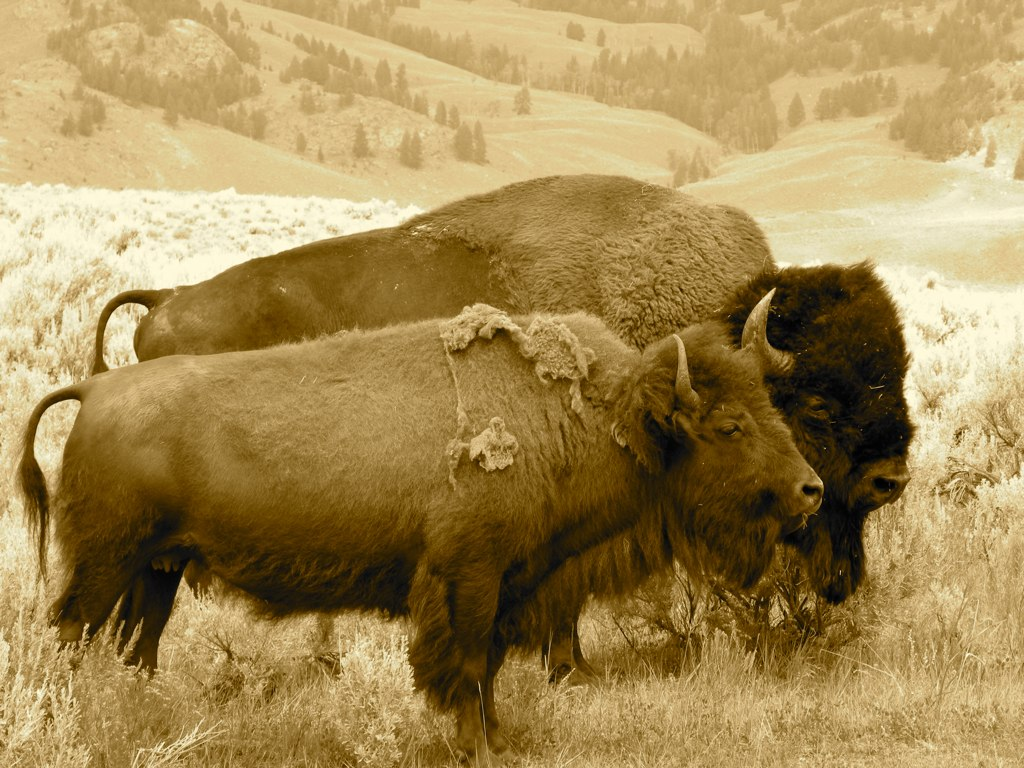
Buffalo bison pair
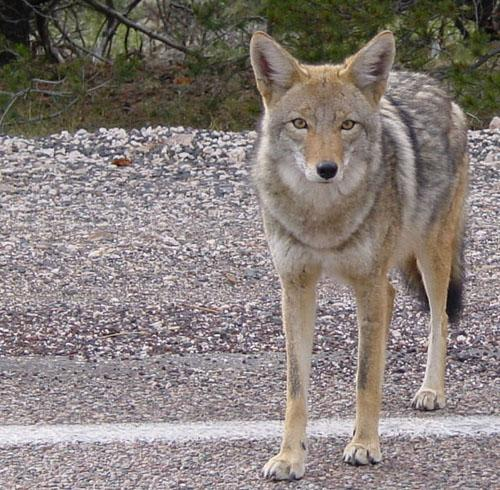
Coyote
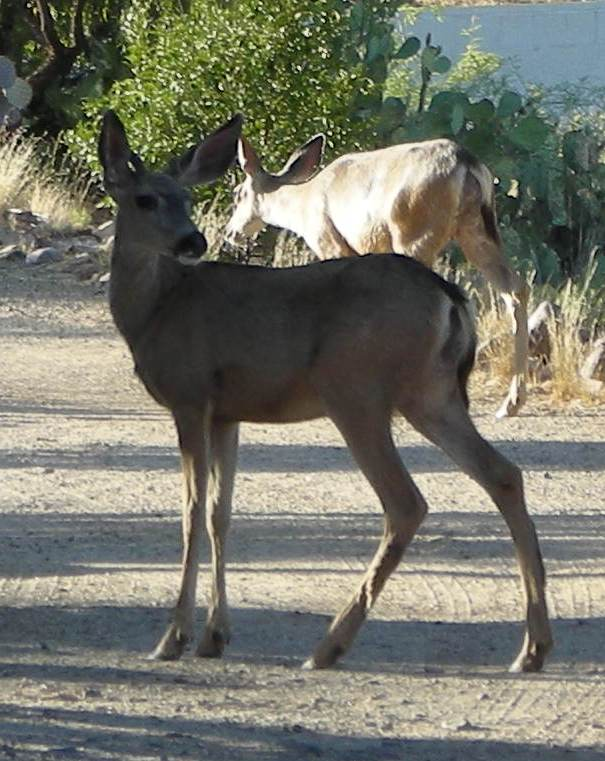
Mule deer
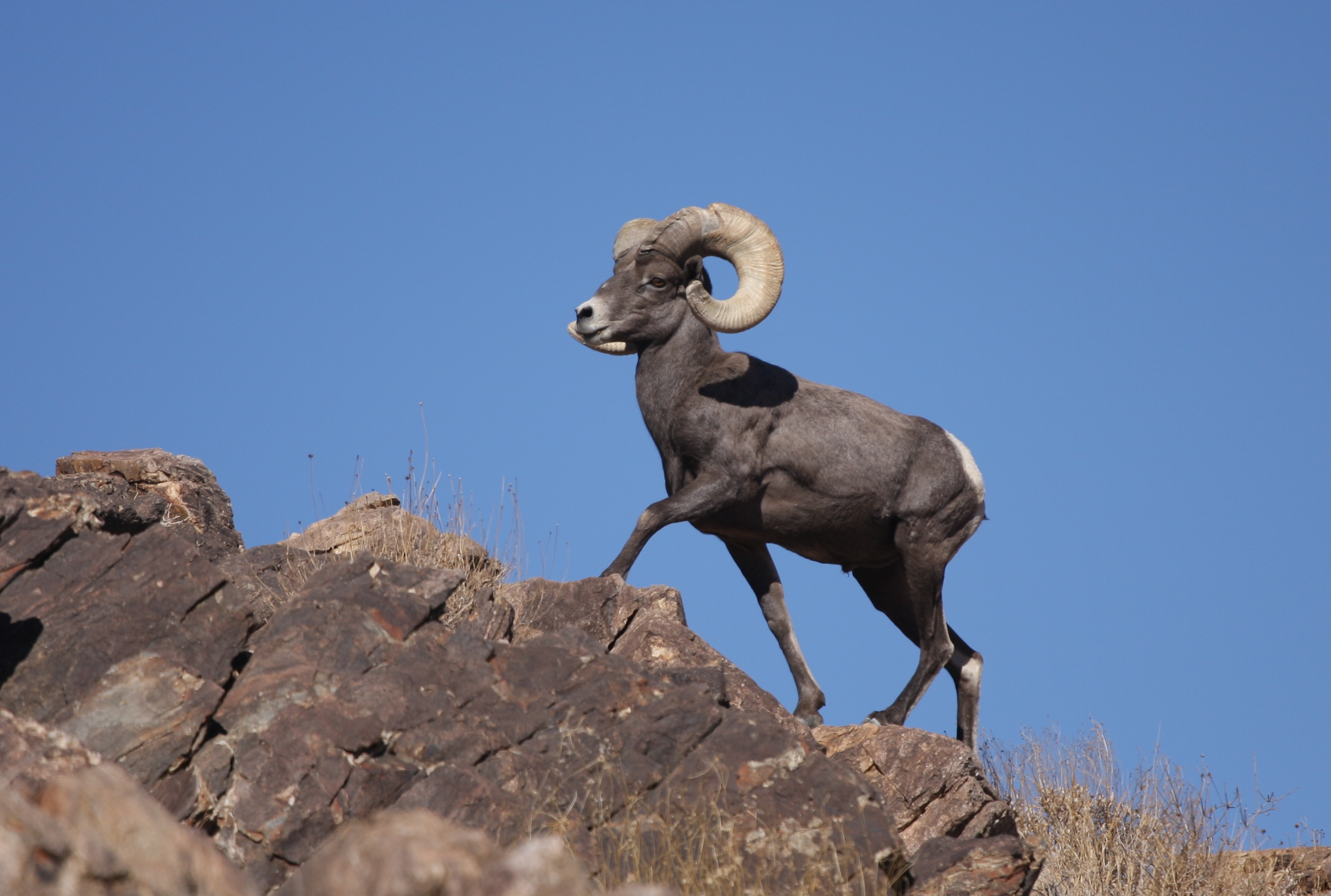
Bighorn sheep
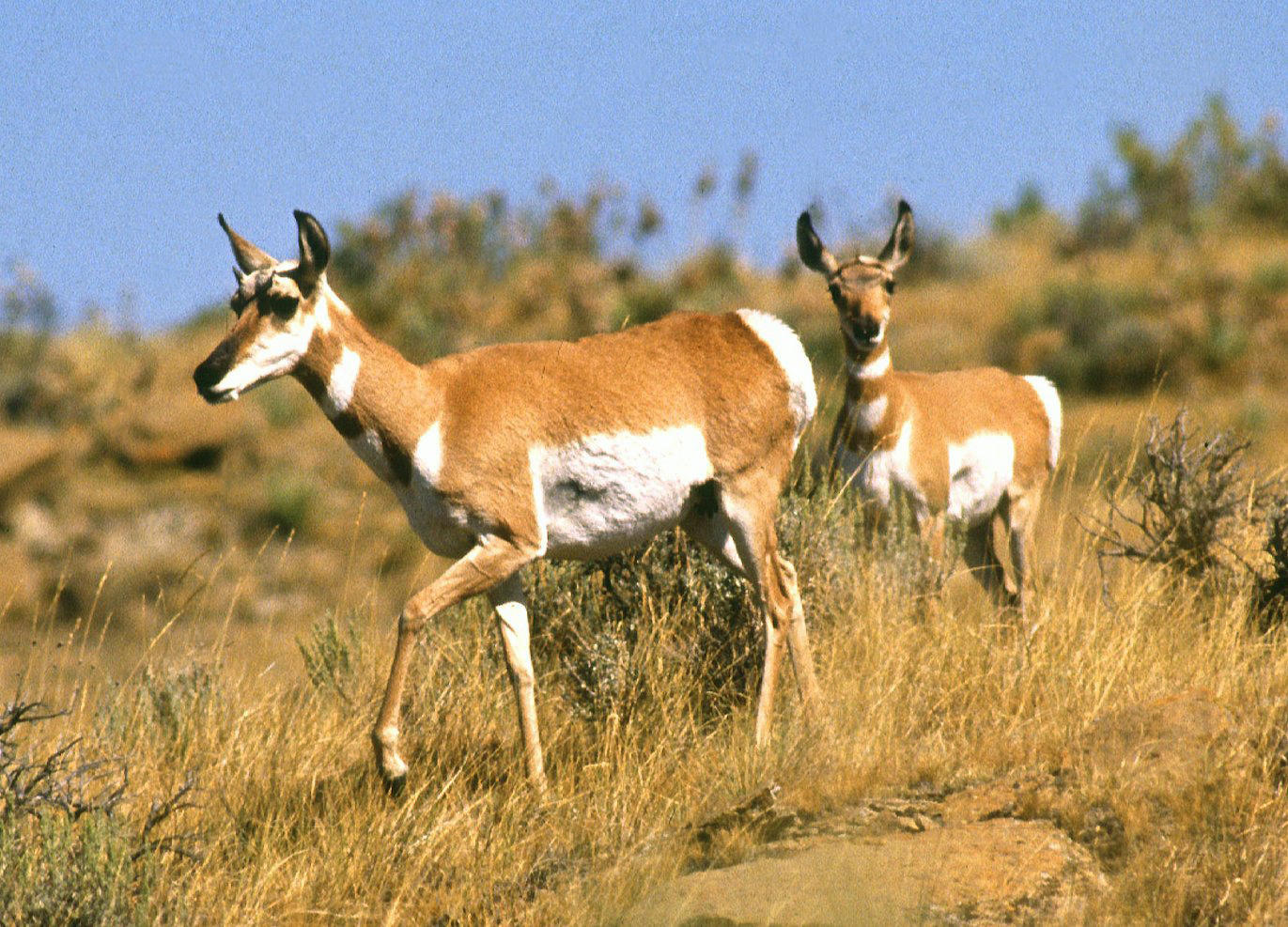
Pronghorn antelope
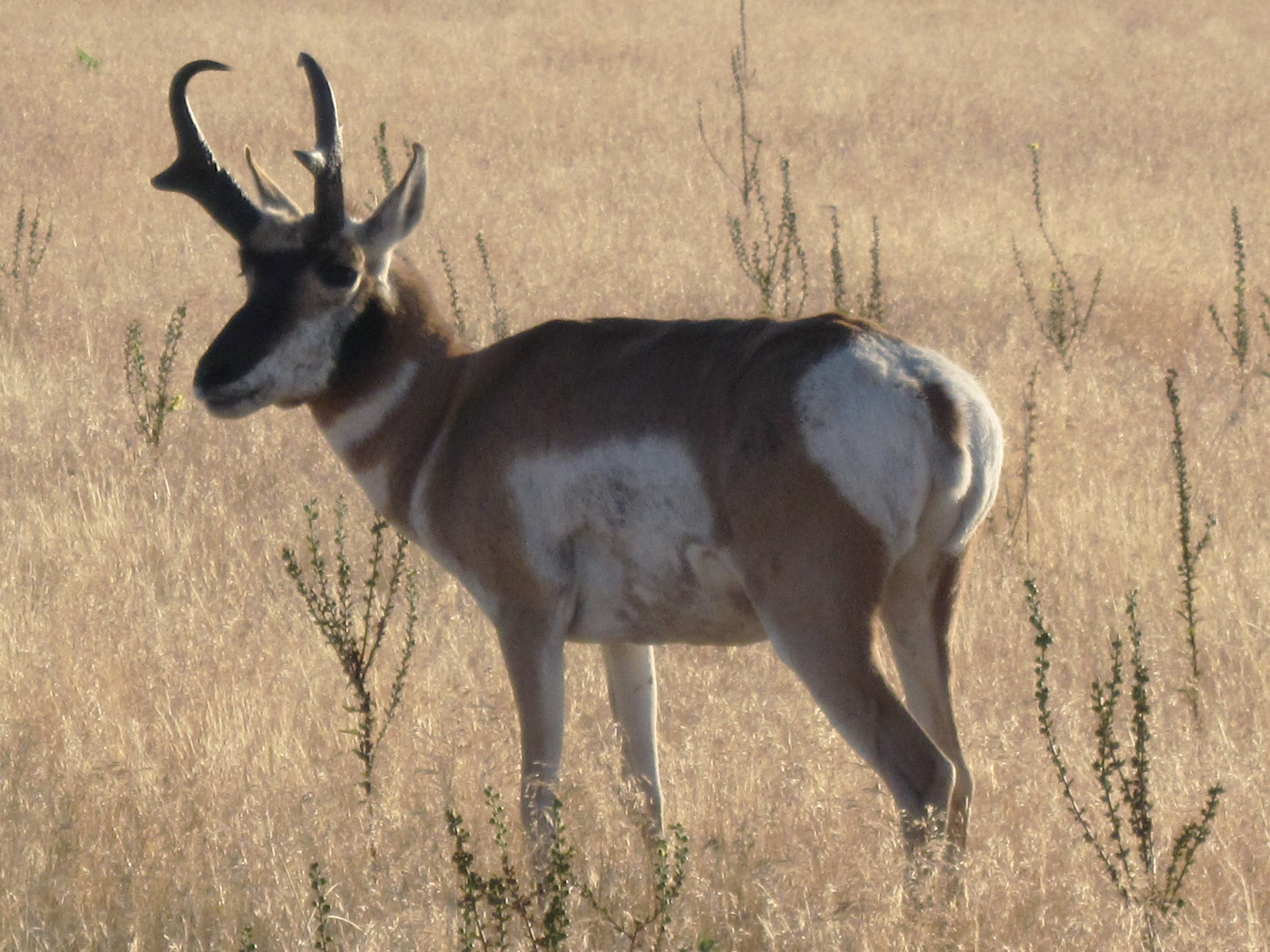
Pronghorn antelope
Juvenile bald eagle